# Slavko Jug
Slavko Jug (pravo ime Slavko Kočevar), slovenski pesnik, prevajalec, urednik in novinar, * 27. april 1934, Maribor, † 25. november 1997, Maribor.

### Življenje
Njegova mama, na katero je bil zelo navezan, je bila po rodu Makedonka (z juga). Verjetno si je zato izbral pesniško ime Slavko Jug, ki ga je uporabljal celo življenje. 
Obiskovale je Prvo gimnazijo Maribor. Po študiju primerjalne književnosti v Ljubljani in krajšem obdobju književnega delovanja v svobodnem poklicu se je kot novinar zaposlil pri radiu v Mariboru in kmalu postal priljubljen urednik literarnih oddaj. 
Tudi po upokojitvi leta 1991 je živel v Mariboru in tam umrl. Pokopan je na pokopališču na Pobrežju.

### Delo
Tudi njegovo literarno delo je v veliki meri povezano s književnim dogajanjem v Mariboru. 
Že kot dijak je začel urejati tiskan list Svit (1952–1955), namenjen sprva srednješolcem, a so v njem kmalu začeli sodelovati še dijaki od drugod in drugi mladi literati. Vsa leta je bil glavni urednik Svita in njegov glavni pesnik, dokler ni list prenehal izhajati, ker ni več dobival podpore. 
Nato so izšle vse štiri pesniške zbirke, namenjene odraslim: Dobro sonce, Verzi, Kanarčkovi škornji in ob šestdesetletnici izbrane pesmi Ko mine čas, ki jih je uredil Matjaž Kmecl. Napisal je še enodejanko in radijsko igro ter prevajal poezijo, zlasti iz makedonščine. Ob tem je zgodaj začel pisati tudi pesmi za otroke. Že leta 1955 sta z glasbenikom Jakobom Ježem za koprski radio pripravila oddajo njegovih otroških pesmi s klavirsko spremljavo. Od leta 1958 dalje je svoje otroške pesmi tudi objavljal.

## Otroški opus

### Počesane ribe
Je slikanica. V njej je 7 otroških pesmi, vsebuje pa tudi veliko ilustracij, katerih avtor je Silvan Omerzu
O otroku, ki uhaja od doma in se zateka v naravo govori pesem Mali potepuh. Pisana je z vidika očeta. Ta z razumevanjem sprejema otrokovo domišljijsko pripoved o igri s poosebljeno veverico.
V pesmi Vlak otroci domišljijsko oživljajo risbe, ki jih v vrtcu sami narišejo. 
Pesmi Saj ni mogoče in Vesela riba segata v odrasel svet in sta zgrajeni na domislici in sta sproščeni. V pesmi Saj ni mogoče si polžek opremi svojo hišo z anteno, tako da lahko zvečer gleda televizijo. Sporočilo o tem prinese otrokom večerna ptica, kar ji dodaja pravljičnost in čarobnost. Še bolj samosvoja je pesem Vesela riba, ki ponazarja ostarelo brezzobo meter. Ta poišče pomoč pri zdravniku, ta pa ji da dragoceno rešitev. Ribini novi zobje, dva mala glavnika, spremenijo malim ribicam jutranje česanje v najbolj veselo in razigrano zabavo, ko svoji materi nasmejano skočijo skozi usta. 
V pesmi Miška beremo, da ima njena stara hiška dve luknji, skozi kateri silijo k njej nevarnosti. A ko se miška odpravi od doma, pride z dežja pod kap. Pesmica, ki se zdi samo preprosta slika iz poosebljenega živalskega sveta, upodablja dom, ki kljub vsem pomanjkljivostim nudi večjo varnost kakor življenje zunaj doma. Še bolj odločno je tako občutje povedano v pesmi Mravlja, kjer poosebljena mravlja zaradi črnih oblakov in dežja ostane doma, v svoji hiški, dokler se spet ne zvedri. 
V njih nastopajo predvsem živali in otroci. Pesmi so preproste, zabavne in približane otroškemu svetu. Rime v pesmih so večinoma zaporedne, opaziti pa je tudi miselne prestope.

### Nasmejane črke
Je zbirka otroških pesmi. Pesmi je ilustrirala Marjanca Jemec-Božič. V to knjigo je Slavko Jug vključil trinajst doslej že objavljenih pesmi in dodal še neobjavljene, tako da obsega zbirka trideset pesniških besedil. Naslov Nasmejane črke obljublja pesmi, ki so polne smeha in šal. Veliko jih je zares takih, vmes pa so tudi pesmi o bolj resnih, včasih celo žalostnih stvareh.
Že pesem Barčica, ki jo je pesnik postavil na začetek zbirke, ne spada med šaljive. Pripoveduje o fantu, otroku, ki se igra ob potočku z barčico, pa mu pobegne »in veselo, brez skrbi po potočku odhiti«, kakor da je živa. Prav tako brezskrbno teče potoček. Le fant je verjetno žalosten, čeprav pesnik o tem ne pove nobene besede. Tako to preprosto pesmico lahko beremo kot pesem o otrokovi igri v poosebljeni naravi, lahko pa ob njej začutimo tudi, da nam sporoča, kako more človeka prizadeti kaj nepričakovanega, v tem pa ostaja sam. Deloma sorodna je pesem O črnem vrabcu. To je bila prva otroška pesem, ki jo je Slavko Jug objavil (leta 1958 v Pioniorju). Tam je nosila naslov Pravljica o črnem vrabcu, a ker ne prinaša pravljične snovi in srečnega konca, je pesnik iz naslova izpustil besedo pravljica. Vtej pesmi je pesnik spregovoril o svoji življenjski usodi. Dogajanje v pesmi ni določeno ne časovno ne krajevno, v njem nastopajo poosebljeni vrabci tihotapci in izmed njih izstopa predrzni črni vrabec. Iz sosedove žitnice so pretihotapili žito in se dosita najedli ter začeli izrekati napitnice črnemu vrabcu. Ta se je nadut hvalil, vendar pa ni opazil mačke Belotačke, ki je planila nanj. O njegovem žalostnem koncu ne izvemo nič več, a si lahko predstavljamo, kaj ga je doletelo. Konec pesmi slavi življenje, kakršnokoli že je. Iz tega konca pesmi lahko zaslutimo, da se je pesnik enačil z usodo črnega vrabca. Konec namreč govori o trpkem spoznanju, da občutek povezanosti v skupini izgine v trenutku, ko pride do nevarnosti, tisti pa, ki se nevarnosti izmaknejo, se prilagodijo razmeram. 
Tako sta v tej pesmi izražena dva temelja Jugove poezije. Na eni strani poudarjeno veselje do življenja, vitalizem, na drugi pa spoznanje o žalostnem, tragičnem izteku mnogih zanosnih načrtov in upov. Hkrati pa se iz te dvojnosti oblikuje sprijaznenje z usodo, kakršna pač je.

### Na prisojni strani
V začetku februarja 1996, dvaindvajset let po izidu prve pesniške zbirke za otroke, je Slavko Jug dokončno pripravil svojo drugo zbirko otroških pesmi, ki jo je začasno naslovil Pesmi za otroke. Vanjo je uvrstil devetinpetdeset pesmi, od katerih je bilo vseh trideset pesmi iz zbirke Nasmejane črke, dodal pa je skoraj enako število - devetindvajset novih pesmi. Kasneje jo je naslovil Na prisojni strani.
Že uvodna pesem Vedno manj je grmovja ne ostaja več samo v okviru otrokovega dojemanja sveta, temveč razodeva strah zaradi vsesplošnega opustošenja narave in ogroženosti ljudi. Vključuje pa tudi prispodobo o rimi, ki hoče zbežati iz pesmi, torej s tem izreka potrebo po glasovni učinkovitosti pesniškega besedila za otroke. Pesnik je to vedno upošteval, čeprav na različne načine. Naslednja pesem Vsak dan skoraj poučno našteva v obliki otrokove izpovedi, kaj mu je potrebno vsak dan: prijatelji, očetov nasmeh, mamina prijazna beseda, osnovne dobrine in svoboda. V tem smislu je grajena večina Jugovih pesmi novejšega časa. Pesem Križem po Mariboru prehaja od vsesplošno veljavnih označitev otrokovega okolja k določno navedenim ožjim mariborskim okolišem, ki jih pesnik igrivo rima z naključnimi domislicami o prebivalcih teh območij. Igrivost pa po vzoru ljudskih otroških pesmi konča s pomenljivima verzoma o Pobrežju, kamor je najtežje priti živim. Tu je prikazana misel na smrt, na Pobrežju je namreč staro mariborsko pokopališče.